# Пам'ятна записка
Пам'ятна записка — різновид документів зовнішньо-дипломатичного листування. Призначена для підкреслення важливості зробленої під час бесіди заяви, щоб запобігти можливості неправильного тлумачення,  або полегшити подальше просування переданого прохання. Зазвичай друкується на простому папері без герба. Адреса та вихідний номер не ставляться, зазначається лише місце  й дата особистого вручення. Документ складається в безособовій формі без протокольних формул.